# Qualifications des épreuves de taekwondo aux Jeux olympiques d'été de 2024
Pour un article plus général, voir Taekwondo aux Jeux olympiques d'été de 2024.
Cet article détaille la phase de qualification aux épreuves de taekwondo des Jeux olympiques d'été de 2024 qui se tiennent en France du 26 juillet au 11 août 2024.

## Critères de qualification

### Épreuves qualificatives[1]
| Compétition                                     | Date               | Lieu                                   |
| ----------------------------------------------- | ------------------ | -------------------------------------- |
| Classement olympique                            | 3 décembre 2023    | —                                      |
| Grand Slam Champions Series                     | 17 décembre 2023   | —                                      |
| Tournoi de qualification olympique africain     | 10-11 février 2024 | Dakar, Sénégal                         |
| Tournoi de qualification olympique européen     | 9-10 mars 2024     | Sofia, Bulgarie                        |
| Tournoi de qualification olympique asiatique    | 15-16 mars 2024    | Tai'an, Chine                          |
| Tournoi de qualification olympique océanien     | 6 avril 2024       | Honiara, Îles Salomon                  |
| Tournoi de qualification olympique panaméricain | 9-10 avril 2024    | Saint-Domingue, République dominicaine |

## Épreuves masculines

### Moins de58kg
| Épreuve qualificative                           | Nombre d'athlètes | Nations                                     | Taekwondoïste qualifiés                                                          |
| ----------------------------------------------- | ----------------- | ------------------------------------------- | -------------------------------------------------------------------------------- |
| Pays hôte                                       | 1                 | France                                      | Cyrian Ravet                                                                     |
| Classement olympique                            | 5                 | Tunisie Espagne Corée du Sud Italie Hongrie | Mohamed Khalil Jendoubi Adrián Vicente Park Tae-joon Vito Dell'Aquila Omar Salim |
| Grand Slam Champions Series                     | 1                 | Azerbaïdjan                                 | Gashim Magomedov                                                                 |
| Tournoi de qualification olympique africain     | 2                 | Niger Sénégal                               | Nouridine Issaka Bocar Diop                                                      |
| Tournoi de qualification olympique européen     | 2                 | Irlande Athlètes individuels neutres        | Jack Woolley Georgi Gurtsiev                                                     |
| Tournoi de qualification olympique asiatique    | 2                 | Palestine Kazakhstan                        | Omar Yaser Ismail Samirkhon Ababakirov                                           |
| Tournoi de qualification olympique océanien     | 1                 | Australie                                   | Bailey Lewis                                                                     |
| Tournoi de qualification olympique panaméricain | 2                 | Venezuela Argentine                         | Yohandri Granado Lucas Guzmán                                                    |
| Invitation                                      | 1                 | Équipe olympique des réfugiés               | Hadi Tiran                                                                       |
| Total                                           | 17                |                                             |                                                                                  |

### Moins de68kg
| Épreuve qualificative                           | Nombre d'athlètes | Nations                                              | Taekwondoïste qualifiés                                              |
| ----------------------------------------------- | ----------------- | ---------------------------------------------------- | -------------------------------------------------------------------- |
| Pays hôte                                       | 1                 | France                                               | Souleyman Alaphilippe                                                |
| Classement olympique                            | 5                 | Ouzbékistan Grande-Bretagne Turquie Jordanie Espagne | Ulugbek Rashitov Bradly Sinden Hakan Reçber Zaid Kareem Javier Pérez |
| Grand Slam Champions Series                     | 1                 | Chine                                                | Liang Yushuai                                                        |
| Tournoi de qualification olympique africain     | 2                 | Égypte Burkina Faso                                  | Ahmed Nassar Ibrahim Maïga                                           |
| Tournoi de qualification olympique européen     | 2                 | Croatie Hongrie                                      | Marko Golubić Levente Józsa                                          |
| Tournoi de qualification olympique asiatique    | 2                 | Thaïlande Équipe olympique des réfugiés Hong Kong    | Banlung Tubtimdang Ali Reza Abbasi Lo Wai Fung                       |
| Tournoi de qualification olympique océanien     | 1                 | Nouvelle-Zélande Papouasie-Nouvelle-Guinée           | Eisa Mozhdeh Kevin Kassman                                           |
| Tournoi de qualification olympique panaméricain | 2                 | Brésil République dominicaine                        | Edival Pontes Bernardo Pié                                           |
| Invitation                                      | 1                 | Équipe olympique des réfugiés                        | Yahya Al-Ghotany                                                     |
| Total                                           | 17                |                                                      |                                                                      |

### Moins de80kg
| Épreuve qualificative                           | Nombre d'athlètes | Nations                                        | Taekwondoïste qualifiés                                                 |
| ----------------------------------------------- | ----------------- | ---------------------------------------------- | ----------------------------------------------------------------------- |
| Classement olympique                            | 5                 | Italie États-Unis Égypte Corée du Sud Jordanie | Simone Alessio Carl Nickolas Seif Eissa Seo Geon-woo Saleh Al-Sharabaty |
| Grand Slam Champions Series                     | 1                 | Iran                                           | Mehran Barkhordari                                                      |
| Tournoi de qualification olympique africain     | 2                 | Burkina Faso Tunisie                           | Faysal Sawadogo Firas Katoussi                                          |
| Tournoi de qualification olympique européen     | 2                 | Athlètes individuels neutres Danemark          | Maksim Khramtsov Edi Hrnic                                              |
| Tournoi de qualification olympique asiatique    | 2                 | Ouzbékistan Kazakhstan                         | Jasurbek Jaysunov Batyrkhan Toleugali                                   |
| Tournoi de qualification olympique océanien     | 1                 | Australie                                      | Leon Sejranovic                                                         |
| Tournoi de qualification olympique panaméricain | 2                 | Chili Argentine                                | Joaquín Churchill Henrique Marques                                      |
| Invitation                                      | 1                 | Équipe olympique des réfugiés                  | Farzad Mansouri                                                         |
| Total                                           | 17                |                                                |                                                                         |

### Plus de80kg
| Épreuve qualificative                           | Nombre d'athlètes | Nations                                               | Taekwondoïste qualifiés                                                        |
| ----------------------------------------------- | ----------------- | ----------------------------------------------------- | ------------------------------------------------------------------------------ |
| Classement olympique                            | 5                 | Côte d'Ivoire Mexique Croatie Grande-Bretagne Turquie | Cheick Cissé Carlos Sansores Ivan Šapina Caden Cunningham Emre Kutalmış Ateşli |
| Grand Slam Champions Series                     | 1                 | Athlètes individuels neutres                          | Vladislav Larine                                                               |
| Tournoi de qualification olympique africain     | 2                 | Niger Gambie                                          | Abdoulrazak Issoufou Alasan Ann                                                |
| Tournoi de qualification olympique européen     | 2                 | Norvège Slovénie                                      | Richard Ordemann Patrik Divkovič                                               |
| Tournoi de qualification olympique asiatique    | 2                 | Chine Iran                                            | Song Zhaoxiang Arian Salimi                                                    |
| Tournoi de qualification olympique océanien     | 1                 | Papouasie-Nouvelle-Guinée                             | Gibson Mara                                                                    |
| Tournoi de qualification olympique panaméricain | 2                 | États-Unis Cuba                                       | Jonathan Healy Rafael Alba                                                     |
| Invitation                                      | 1                 | Équipe olympique des réfugiés                         | Kasra Mehdipournejad                                                           |
| Total                                           | 17                |                                                       |                                                                                |

## Épreuves féminines

### Moins de49kg
| Épreuve qualificative                           | Nombre d'athlètes | Nations                                               | Taekwondoïste qualifiés                                                                                      |
| ----------------------------------------------- | ----------------- | ----------------------------------------------------- | --- |
| Classement olympique                            | 7                 | Thaïlande Turquie Espagne Croatie Mexique Chine Maroc | Panipak Wongpattanakit Merve Kavurat Adriana Cerezo Lena Stojković Daniela Souza Guo Qing Oumaima El Bouchti |
| Grand Slam Champions Series                     | 0                 | —                                                     | — |
| Tournoi de qualification olympique africain     | 2                 | Lesotho Tunisie                                       | Michelle Tau Ikram Dhahri                                                                                    |
| Tournoi de qualification olympique européen     | 2                 | Italie Israël                                         | Ilenia Matonti Avishag Semberg                                                                               |
| Tournoi de qualification olympique asiatique    | 2                 | Iran Arabie saoudite                                  | Mobina Nematzadeh Dunya Abutaleb                                                                             |
| Tournoi de qualification olympique océanien     | 1                 | Australie                                             | Saffron Tambyrajah                                                                                           |
| Tournoi de qualification olympique panaméricain | 2                 | Canada Uruguay                                        | Josipa Kafadar María Sara Grippoli                                                                           |
| Invitation                                      | 1                 | Équipe olympique des réfugiés                         | Dina Pouryounes                                                                                              |
| Total                                           | 17                |                                                       | |

### Moins de57kg
| Épreuve qualificative                           | Nombre d'athlètes | Nations                                                  | Taekwondoïste qualifiés                                                        |
| ----------------------------------------------- | ----------------- | -------------------------------------------------------- | ------------------------------------------------------------------------------ |
| Classement olympique                            | 6                 | Chine Grande-Bretagne Canada Iran Turquie Taipei chinois | Luo Zongshi Jade Jones Skylar Park Nahid Kiani Hatice Kübra İlgün Lo Chia-ling |
| Grand Slam Champions Series                     | 0                 | —                                                        | —                                                                              |
| Tournoi de qualification olympique africain     | 2                 | Gabon Tunisie                                            | Emmanuella Atora Chaima Toumi                                                  |
| Tournoi de qualification olympique européen     | 2                 | Bulgarie Athlètes individuels neutres                    | Kimia Alizadeh Tatiana Minina                                                  |
| Tournoi de qualification olympique asiatique    | 2                 | Liban Corée du Sud                                       | Laetitia Aoun Kim Yu-jin                                                       |
| Tournoi de qualification olympique océanien     | 1                 | Australie                                                | Stacey Hymer                                                                   |
| Tournoi de qualification olympique panaméricain | 2                 | États-Unis Brésil                                        | Faith Dillon Maria Clara Pacheco                                               |
| Invitation                                      | 1                 | Sierra Leone                                             | Trinity Noble                                                                  |
| Total                                           | 16                |                                                          |                                                                                |

### Moins de67kg
| Épreuve qualificative                           | Nombre d'athlètes | Nations                                             | Taekwondoïste qualifiés                                                                   |
| ----------------------------------------------- | ----------------- | --------------------------------------------------- | ----------------------------------------------------------------------------------------- |
| Pays hôte                                       | 1                 | France                                              | Magda Wiet-Hénin                                                                          |
| Classement olympique                            | 6                 | Belgique Jordanie Serbie Chine Côte d'Ivoire Brésil | Sarah Chaâri Julyana Al-Sadeq Aleksandra Perišić Zhang Mengyu Ruth Gbagbi Caroline Santos |
| Grand Slam Champions Series                     | 0                 | —                                                   | —                                                                                         |
| Tournoi de qualification olympique africain     | 2                 | Égypte Nigeria                                      | Aya Shehata Elizabeth Anyanacho                                                           |
| Tournoi de qualification olympique européen     | 2                 | Espagne Hongrie                                     | Cecilia Castro Viviana Márton                                                             |
| Tournoi de qualification olympique asiatique    | 2                 | Liban Ouzbékistan                                   | Sasikarn Tongchan Ozoda Sobirjonova                                                       |
| Tournoi de qualification olympique océanien     | 1                 | Nouvelle-Zélande Fidji                              | Jemesa Landers Lolohea Navuga Naitasi                                                     |
| Tournoi de qualification olympique panaméricain | 2                 | États-Unis République dominicaine                   | Kristina Teachout Madelyn Rodríguez                                                       |
| Total                                           | 16                |                                                     |                                                                                           |

### Plus de67kg
| Épreuve qualificative                           | Nombre d'athlètes | Nations                                                    | Taekwondoïste qualifiés                                             |
| ----------------------------------------------- | ----------------- | ---------------------------------------------------------- | ------------------------------------------------------------------- |
| Pays hôte                                       | 1                 | France                                                     | Althéa Laurin                                                       |
| Classement olympique                            | 5                 | Turquie Corée du Sud Grande-Bretagne Ouzbékistan Allemagne | Nafia Kuş Lee Da-bin Rebecca McGowan Svetlana Osipova Lorena Brandl |
| Grand Slam Champions Series                     | 1                 | Chine                                                      | Xiao Shunan                                                         |
| Tournoi de qualification olympique africain     | 2                 | Côte d'Ivoire Maroc                                        | Astan Bathily Fatima-Ezzahra Aboufaras                              |
| Tournoi de qualification olympique européen     | 2                 | Athlètes individuels neutres Tchéquie                      | Polina Khan Petra Štolbová                                          |
| Tournoi de qualification olympique asiatique    | 2                 | Tadjikistan Jordanie                                       | Munira Abdusalomova Rama Abu Al-Rub                                 |
| Tournoi de qualification olympique océanien     | 1                 | Fidji                                                      | Venice Traill                                                       |
| Tournoi de qualification olympique panaméricain | 2                 | Chili Cuba                                                 | Fernanda Aguirre Arlettys Acosta                                    |
| Total                                           | 16                |                                                            |                                                                     |